# Mavilly-Mandelot
Mavilly-Mandelot é uma comuna francesa na região administrativa da Borgonha-Franco-Condado, no departamento de Côte-d'Or. Estende-se por uma área de 9,5 km². Em 2010 a comuna tinha 181 habitantes (densidade: 19,1 hab./km²).